# Andreas Furtwängler
Andreas Ernst Gottfried Furtwängler (Zurigo, 11 novembre 1944) è un numismatico e archeologo tedesco.
È figlio del famoso direttore d'orchestra Wilhelm Furtwängler e nipote dell'archeologo Adolf Furtwängler.

## Biografia
Furtwangler ricevette il dottorato nel 1973 presso l'Università di Heidelberg e lavorò nel periodo 1976-1981 al Deutsches Archäologisches Institut, nella sede di Atene.
In seguito lavorò presso l'istituto archeologico dell'Università di Saarbrücken. Dal 1994 è professore di archeologia classica all'Università Martin Lutero di Halle-Wittenberg.
Dal 1993 al 2003 ha condotto scavi e studi archeologici in Georgia, e dal 2002 nel santuario di Didima.
Furtwängler è membro corrispondente del Deutsches Archäologisches Institut.
È sposato ed ha tre figli.

## Pubblicazioni
- Monnaies grecques en Gaule. Le trésor d'Auriol et le monnayage de Massalia 525/520 - 460 av. J.C., Friburgo 1978 (Typos, 3) [= Dissertation]
- con Hermann J. Kienast: Samos, 3. Der Nordbau im Heraion von Samos, Bonn 1989
- con T. Kalpaxes; A. Schnapp: Eλεύθερνα, 2, 2. Éνα ελληνιστικό σπίτι (σπίτι A) στη θέση Nησί, Rethymnon 1994
- con Gerhard Zimmer; G. Schneider: Demetrias, 6. Hellenistische Bronzegusswerkstätten in Demetrias. Lampenproduktion und -importe im hellenistischen Demetrias. Amphorenfunde in Demetrias., Würzburg 2003